# Beeterbuerger Basket Club Nitia
O Beeterbuerger Basket Club Nitia é um clube profissional de basquetebol situado na cidade de Bettembourg,Cantão de Esch-sur-Alzette , Luxemburgo que disputa atualmente a Nationale 2. Fundado em 1932, manda seus jogos na Centro Esportivo.

## Temporada por temporada
| Temporada | Nivel | Liga       | Pos. | Resultado Temporada |
| --------- | ----- | ---------- | ---- | ------------------- |
| 2011-12   | 1     | National 1 | 10   | Rebaixado           |
| 2012-13   | 2     | National 2 | 8    | Rebaixado           |
| 2013–14   | 3     | National 3 | 1    | Promovido           |
| 2014–15   | 1     | National 2 | 8    | Rebaixado           |
| 2015–16   | 1     | National 3 | 2    | Promovido           |
| 2016-17   | 2     | National 2 | 9    |                     |

## Títulos

### Nationale 1
- Campeão (16x): 1934, 1935, 1936, 1937, 1938, 1939, 1940, 1945, 1946, 1947, 1948, 1949, 1950, 1951, 1953, 1954, 1955

### Copa de Luxemburgo
- Campeão (3x): 1954, 1958, 1968